# Tomasz Zolnowski
Tomasz Zolnowski est un champion polonais du Rubik's Cube.
Il détenait le record officiel basé sur la moyenne de 3 cubes parmi 5 (excluant l'essai le plus rapide et l'essai le plus lent), 10,07 secondes, réalisé le 27 septembre 2009 au Polish Open 2009. Il avait battu son propre record, réalisé le 4 avril 2009 au Warsaw Open 2009, de 10,63 secondes. Il a ensuite été battu par Feliks Zemdegs, qui réalisa une moyenne de 9,21 s au Melbourne Summer Open 2010.